# Матей Геров
Матей Геров е български журналист и революционер от Македония, деец на Женевската група и на Вътрешната македоно-одринска революционна организация, член на Либералната партия (радослависти). Използва псевдоними като А. Лесев, Беломорски, д-р Ницев, Йеромонах Урош, Лаврентий, Маестро Матей, Урошев, Aulus.

## Биография
Матей Геров е роден на 14 октомври 1871 година в Тетово, тогава в Османската империя. Завършва в 1891 година с шестия випуск Солунската българска мъжка гимназия. В 1895 година завършва медицина в Лозанския университет, Швейцария, със стипендия на Евлоги Георгиев. След това следва право в Лозана. През 1895 година по време на Четническата акция на Македонския комитет в Лондон се среща с Уилям Гладстон. Публикува статии в бернския вестник „Бунд“. През 1896 година се установява в Стара Загора. В 1899 година е редактор-стопанин на излизащия в града вестник „Отбрана“, който е на антисемитски позиции и се бори с безбожието и социализма. Пише във вестника с псевдоним йеромонах Урош и председателства местното македонско дружество. Пише и редактира вестниците „Реформи“, „Свободна мисъл“, „Отечество“, „Вечерна поща“, „Дневник“, „Народни права“ и други.
Следва в Юридическия факултет на Софийския университет от 1899 година, а на 27 септември 1903 година записва последния си семестър в Юридическия факултет на Белградския университет. Обвинен е във фалшификация на два доктората – по медицина и по право.
Като член на ВМОРО от крилото на сарафистите посреща Борис Сарафов при посещението му в Белград при сръбските държавници през ноември 1903 година. Там поддържа програмата на Македонския клуб и на вестник „Балкански гласник“. Играе ролята на посредник между Сарафов и Света Симич, пълномощен министър в София. В Белград с него се среща Михаил Думбалаков, който го описва така:
| „ | Крайно даровит, тоя човек разполагаше с едно убедително слово, пред което малцина устояваха... Позьор, но едновременно общителен и с подвижен уми, той си бе създал една, макар и не много завидна репутация, на хитър и ловък човек... | “ |

В Сърбия Геров успява да получи голяма сума пари от сръбската хазна, но ръководителите на сръбската организация установяват, че той се опитва да ги измами, опитват се да го арестуват в 1904 година, но Геров успява да се спаси и минава в Земун на австро-унгарска територия. Другият член на мисията му обаче Григор Соколов минава на сръбска страна и става един от основните войводи на сръбската въоръжена пропаганда в Македония. На отправените му по-късно упреци относно тази мисия Борис Сарафов отговаря „Докато Македония мине моста на свободата, ще използува дружбата и на дявола“.
През 1907 година Матей Геров като редактор във вестник „Балканска трибуна“ е арестуван по подозрение за съучастие в убийството на българския министър-председател Димитър Петков, но по-късно е освободен.
След Младотурската революция в 1908 година става деец на Съюза на българските конституционни клубове и е избран за делегат на неговия Учредителен конгрес от Тетово.
При избухването на Балканската война в 1912 година е доброволец в Македоно-одринското опълчение. Адютант е в 14-а воденско дружина. Носител е на орден „За храброст“ IV степен и сребърен кръст „Свети Александър“.

Ден преди началото на Междусъюзническата война Матей Геров съобщава на Симеон Радев: 
| „ | Знаеш ли новината? Утре нападаме сърбите. | “ |

 Скоро след това при друга тяхна среща Матей Геров казва на Радев: 
| „ | Бити сме, братко, бити сме по цялата линия, от Видин до Егейско море. | “ |

След войната Матей Геров е изпратен във Франция, за да лобира в полза на България, но дейността му е неуспешна.
Политически редактор е на вестник „Воля“, но напуска след скандал с д-р Никола Генадиев в 1914 година. Заминава за Цариград, където заедно с Наум Тюфекчиев се захваща с бизнес с оръжие, от който забогатява.
Близък приятел е на Никола Бунев, баща на Мара Бунева и кмет на Тетово по време на Първата световна война.
Матей Геров умира в София на 18 август 1918 година, прегазен от автомобил на булевард „Цар Освободител“ в София.

По повод 20-годишнината от кончината му д-р Иван Строгов и П. Теодоров пишат за него: 
| „ | Един голем българин, един пламенен патриот, един даровит публицист и първостепенен общественик - това бе Матей Геров... Отдаден всецяло на святото дело за освобождението на неговата родина - Македония, свързвайки винаги нейната свобода с онази на България, на целия български народ, с перо и слово и самоотвержено той им служи до последно издихание. | “ |

Петър Карчев го описва така:
| „ | Матей Геров беше много находчив и духовит човек. Живял беше доста време във Франция и знаеше много добре френския език. Беше среден ръск човек, широкоплещест, с побеляла вече коса и мустаци. Очите му бяха големи, кестеняви, ококорени. Лицето му имаше жълто-мургав цвят, зъбите му бяха чисти, бели, запазени, естествени... Матей Геров беше македонски българин, родом от Тетово. В македонското движение взимаше активно участие. Принадлежеше към върховистката групировка, с голямо възхищение говореше за бившия върховистки водач генерал Цончев. Възхищаваше се също на Борис Сарафов, разбиранията на когото не съвпадаха напълно с тези на върховистите. | “ |